# Sunderland
För andra betydelser, se Sunderland (olika betydelser).
Sunderland är en stad med omkring 283 500 invånare och ligger i distriktet Sunderland, i grevskapet Tyne and Wear i nordöstra England, Storbritannien, vid floden Wears utlopp i Nordsjön. 
Staden ligger strax sydost om Newcastle och mellan de bägge städerna har det sedan länge funnits en ömsesidig rivalitet. Denna fick kanske sitt starkast uttryck då Sunderland stödde och utgjorde bas för parlamentets belägring av det rojalistiska Newcastle under engelska inbördeskriget 1644.
En viktig orsak till rivaliteten var att Newcastle hade monopol på handeln med kol i nordöstra England.
Staden har Essen i Tyskland och St Nazaire i Frankrike som vänorter.

## Kända personer från Sunderland
- James Herriot, veterinär och författare
- Clarkson Stanfield, konstnär
- Jordan Henderson, fotbollsspelare
- Jordan Pickford, fotbollsspelare
- Dave Stewart, musiker och låtskrivare
- Charlotte Crosby, TV-personlighet

## Sport
- Sunderland AFC, fotboll

## Industri
Under 1800- och 1900-talet var varvsindustrin en stor arbetsplats i Sunderland. Ett av de största företagen var Blumer, John & Co.
Varven är nedlagda och Sunderlands industri domineras istället av tillverkning av glas, keramik, papper, kläder och elektronik. Biltillverkaren Nissan har en fabrik i Washington strax utanför staden.